# Crises gêmeas
Crises gêmeas são um termo em economia que se relaciona a crises simultâneas nos bancos e na moeda (também chamadas de crise do balanço de pagamentos). O termo foi introduzido no final da década de 1990 pelas economistas Graciela Kaminsky e Carmen Reinhart,  após a ocorrência de diversos episódios com essa característica ao redor do globo.